# Privina Glava klostret

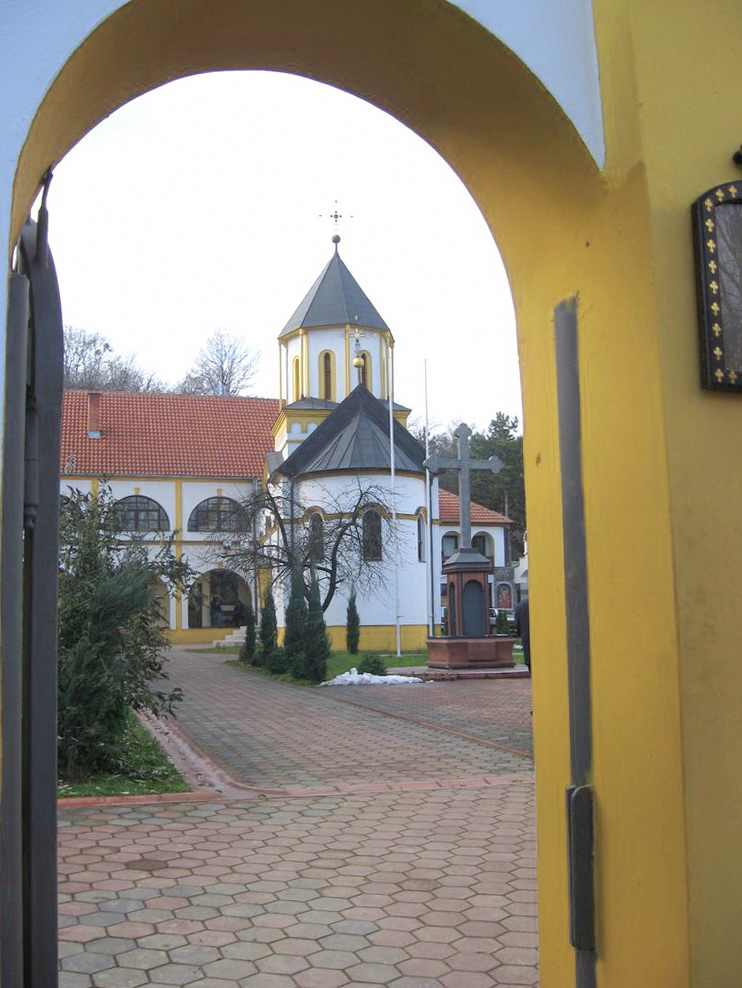
Klostret Privina Glava

Privina Glava klostret (serbiska: Манастир Привина Глава / Manastir Privina Glava) är ett serbisk-ortodoxt kloster på Fruška Gora-berget i norra Serbien, i provinsen Vojvodina. Enligt legenden grundades Privina Glava av en man vid namn Priva, på 1200-talet. Det tidigaste historiska dokument som benämner klostret är daterat 1566/1567. År 1990 förklarades klostret som ett monument av särskild kulturell betydelse.